# باشگاه فوتبال نفت نوین تهران در فصل ۹۷–۱۳۹۶
فصل ۹۷–۱۳۹۶ هفدهمین دورهٔ رقابت‌های لیگ برتر فوتبال ایران است که باشگاه فوتبال نفت نوین تهران هم در آن حضور دارد.
سی و یک‌اُمین دورهٔ جام حذفی فوتبال ایران نیز در این فصل برگزار خواهد شد.
نفت تهران با وجود اینکه در جام حذفی فوتبال ایران ۹۶–۱۳۹۵ قهرمان شده‌بود و به لیگ قهرمانان آسیا ۲۰۱۸ صعود کرده بود ولی به دلیل پرداخت نکردن بدهی‌ها از این مسابقات حذف شد.

## گلزنان
| بازیکن           | لیگ برتر فوتبال ایران |
| ---------------- | --------------------- |
| عیسی آل‌کثیر      | ۸                     |
| سید امین منوچهری | ۳                     |
| محسن بنگر        | ۳                     |
| رضا حبیب‌زاده     | ۲                     |
| محمد نصرتی       | ۱                     |
| حامد آقایی       | ۱                     |
| هاشم بیک‌زاده     | ۱                     |
| امیرحسین فشنگچی  | ۱                     |

## رقابت‌ها

### بررسی مسابقات
| رقابت    | اولین بازی   | آخرین بازی      | شروع دور   | جایگاه نهایی      | آمار | آمار | آمار | آمار | آمار | آمار | آمار | آمار   |
| رقابت    | اولین بازی   | آخرین بازی      | شروع دور   | جایگاه نهایی      | بازی | ب    | ت    | ش    | گ‌ز   | گ‌خ   | ت‌گ   | % برد  |
| -------- | ------------ | --------------- | ---------- | ----------------- | ---- | ---- | ---- | ---- | ---- | ---- | ---- | ------ |
| لیگ برتر | ۵ مرداد ۱۳۹۶ | ۷ اردیبهشت ۱۳۹۷ | هفته اول   |                   | ۲۲   | ۵    | ۷    | ۱۰   | ۱۹   | ۲۸   | ۹−   | ۰۲۳    |
| جام حذفی | ۲۹ مهر ۱۳۹۶  |                 | یک شانزدهم | حذف در یک شانزدهم | ۱    | ۰    | ۰    | ۱    | ۰    | ۲    | ۲−   | ۰۰۰٫۰۰ |
| مجموع    | مجموع        | مجموع           | مجموع      | مجموع             | ۲۳   | ۵    | ۷    | ۱۱   | ۱۹   | ۳۰   | ۱۱−  | ۰۲۲    |

آخرین به‌روزرسانی در: ۱ فوریه ۲۰۱۸.

منبع: رقابت‌ها

### لیگ خلیج فارس

#### خلاصه نتایج
| مجموع | مجموع  | مجموع | مجموع | مجموع | مجموع | مجموع | مجموع | خانه | خانه | خانه | خانه | خانه | خانه | مهمان | مهمان | مهمان | مهمان | مهمان | مهمان |
| بازی  | امتیاز | پ     | ت     | ش     | گ‌ز    | گ‌خ    | ت‌گ    | پ    | ت    | ش    | گ‌ز   | گ‌خ   | ت‌گ   | پ     | ت     | ش     | گ‌ز    | گ‌خ    | ت‌گ    |
| ----- | ------ | ----- | ----- | ----- | ----- | ----- | ----- | ---- | ---- | ---- | ---- | ---- | ---- | ----- | ----- | ----- | ----- | ----- | ----- |
| ۲۲    | ۲۲     | ۵     | ۷     | ۱۰    | ۱۹    | ۲۸    | −۹    | ۵    | ۳    | ۳    | ۱۲   | ۹    | ۳+   | ۰     | ۴     | ۷     | ۷     | ۱۹    | −۱۲   |

#### بازی ها
| نیم فصل | هفته | تاریخ      | ساعت  | ورزشگاه      | تیم میزبان      | نتیجه | تیم میهمان      | گل‌ها (فقط نفت)                                  | اتفاقات                                                         |
| ------- | ---- | ---------- | ----- | ------------ | --------------- | ----- | --------------- | ----------------------------------------------- | --------------------------------------------------------------- |
| اول     | ۱    | ۱۳۹۶/۰۵/۰۵ | ۲۱:۰۰ | تختی تهران   | نفت             | ۲ - ۱ | سپیدرود         | ۶۱' آل‌کثیر، ۶۳' (پنالتی) نصرتی                  | هوشیار                                                          |
| اول     | ۲    | ۱۳۹۶/۰۵/۱۲ | ۲۰:۴۵ | غدیر اهواز   | فولاد           | ۱ - ۱ | نفت             | ۸۴' آل‌کثیر                                      | هاشمی                                                           |
| اول     | ۳    | ۱۳۹۶/۰۵/۱۹ | ۲۰:۴۵ | تختی تهران   | نفت             | ۰ - ۳ | پرسپولیس        |                                                 |                                                                 |
| اول     | ۴    | ۱۳۹۶/۰۵/۲۶ | ۱۹:۴۵ | یادگار امام  | تراکتورسازی     | ۲ - ۱ | نفت             | ۸۲' آقایی                                       | نصرتی                                                           |
| اول     | ۵    | ۱۳۹۶/۰۶/۲  | ۱۸:۳۵ | ثامن‌الائمه   | مشکی‌پوشان       | ۱ - ۱ | نفت             | ۹۲' آل‌کثیر                                      |                                                                 |
| اول     | ۶    | ۱۳۹۶/۰۶/۲۳ | ۱۹:۴۵ | تختی تهران   | نفت             | ۰ - ۰ | گسترش فولاد     |                                                 |                                                                 |
| اول     | ۷    | ۱۳۹۶/۰۶/۳۱ | ۱۸:۳۰ | شهدای شهرقدس | پیکان           | ۳ - ۱ | نفت             | ۳' آل‌کثیر                                       |                                                                 |
| اول     | ۸    | ۱۳۹۶/۰۷/۰۴ | ۱۷:۴۵ | تختی تهران   | نفت             | ۱ - ۰ | سپاهان          | ۷۲' آل‌کثیر                                      | فراهانی، بنگر، محمدی‌زاده، عزت کرامت، نصرتی، منوچهری٬ امیرکامدار |
| اول     | ۹    | ۱۳۹۶/۰۷/۲۱ | ۱۷:۱۵ | تختی آبادان  | صنعت نفت        | ۱ - ۰ | نفت             |                                                 |                                                                 |
| اول     | ۱۰   | ۱۳۹۶/۰۷/۲۵ | ۱۵:۴۵ | تختی تهران   | نفت             | ۱ - ۰ | استقلال خوزستان | ۸۰' آل‌کثیر                                      | نصرتی، امینی                                                    |
| اول     | ۱۱   | ۱۳۹۶/۰۸/۰۹ | ۱۷:۴۵ | آزادی        | استقلال تهران   | ۲ - ۰ | نفت             |                                                 | محمدی‌زاده                                                       |
| اول     | ۱۲   | ۱۳۹۶/۰۸/۲۹ | ۱۵:۱۵ | تختی تهران   | نفت             | ۰ - ۱ | سایپا           |                                                 | عزت‌کرامت، خادم‌پور، آل‌کثیر                                       |
| اول     | ۱۳   | ۱۳۹۶/۰۹/۰۳ | ۱۴:۳۰ | ثامن‌الائمه   | پدیده           | ۳ - ۱ | نفت             | ۸۸' بنگر                                        | بنگر                                                            |
| اول     | ۱۴   | ۱۳۹۶/۰۹/۱۰ | ۱۵:۰۰ | تختی تهران   | نفت             | ۰ - ۰ | پارس جنوبی      |                                                 | بنگر، فشنگچی، هاشمی                                             |
| اول     | ۱۵   | ۱۳۹۶/۰۹/۱۵ | ۱۵:۱۵ | فولادشهر     | ذوب‌آهن          | ۲ - ۰ | نفت             |                                                 |                                                                 |
| دوم     | ۱۶   | ۱۳۹۶/۱۰/۰۱ | ۱۴:۳۰ | سردار جنگل   | سپیدرود         | ۳ - ۱ | نفت             | ۷۶' حبیب‌زاده                                    | خادم‌پور                                                         |
| دوم     | ۱۷   | ۱۳۹۶/۱۰/۰۸ | ۱۵:۰۰ | تختی تهران   | نفت             | ۱ - ۲ | فولاد خوزستان   | ۸۷' منوچهری                                     | امینی                                                           |
| دوم     | ۱۸   | ۱۳۹۶/۱۰/۱۵ | ۱۶:۳۰ | آزادی        | پرسپولیس        | ۰ - ۰ | نفت             |                                                 | امیرکامدار                                                      |
| دوم     | ۱۹   | ۱۳۹۶/۱۰/۲۱ | ۱۵:۰۰ | تختی تهران   | نفت             | ۲ - ۰ | تراکتورسازی     | ۸۰'، ۸۸' آل‌کثیر                                 | بنگر، فشنگچی، آل‌کثیر                                            |
| دوم     | ۲۰   | ۱۳۹۶/۱۰/۲۹ | ۱۵:۰۰ | تختی تهران   | نفت             | ۴ - ۱ | مشکی‌پوشان       | ۳۲' حبیب‌زاده، ۳۹' منوچهری، ۴۹' بنگر، ۵۶' فشنگچی | امیرکامدار، شهامتی                                              |
| دوم     | ۲۱   | ۱۳۹۶/۱۱/۰۵ | ۱۵:۳۰ | بنیان دیزل   | گسترش فولاد     | ۱ - ۱ | نفت             | ۶۸' منوچهری                                     | فراهانی، فشنگچی، امیرکامدار                                     |
| دوم     | ۲۲   | ۱۳۹۶/۱۱/۱۲ | ۱۵:۰۰ | تختی تهران   | نفت             | ۱ - ۱ | پیکان           | ۴۸' بنگر                                        | بنگر، حسینی، نصرتی، آقازمانی                                    |
| دوم     | ۲۳   | ۱۳۹۶/۱۱/۲۰ | ۱۶:۴۵ | نقش‌جهان      | سپاهان          | -     | نفت             |                                                 |                                                                 |
| دوم     | ۲۴   | ۱۳۹۶/۱۲/۰۴ | ۱۵:۳۰ | تختی         | نفت             | -     | صنعت نفت        |                                                 |                                                                 |
| دوم     | ۲۵   | ۱۳۹۶/۱۲/۱۲ | ۱۵:۳۰ | غدیر اهواز   | استقلال خوزستان | -     | نفت             |                                                 |                                                                 |
| دوم     | ۲۶   | ۱۳۹۷/۰۱/۰۹ | ۱۶:۰۰ | تختی تهران   | نفت             | -     | استقلال تهران   |                                                 |                                                                 |
| دوم     | ۲۷   | ۱۳۹۷/۰۱/۱۷ | ۱۷:۰۰ | شهید دستگردی | سایپا           | -     | نفت             |                                                 |                                                                 |
| دوم     | ۲۸   | ۱۳۹۷/۰۱/۲۳ | ۱۷:۰۰ | تختی تهران   | نفت             | -     | پدیده           |                                                 |                                                                 |
| دوم     | ۲۹   | ۱۳۹۷/۰۲/۰۲ | ۱۸:۰۰ | تختی جم      | پارس جنوبی      | -     | نفت             |                                                 |                                                                 |
| دوم     | ۳۰   | ۱۳۹۷/۰۲/۰۷ | ۱۸:۰۰ | تختی تهران   | نفت             | -     | ذوب‌آهن          |                                                 |                                                                 |

### جام حذفی
| سال/فصل | مرحله           | تاریخ      | ساعت  | ورزشگاه | تیم میزبان | نتیجه | تیم میهمان | گل‌ها (فقط نفت) | اتفاقات                 |
| ------- | --------------- | ---------- | ----- | ------- | ---------- | ----- | ---------- | -------------- | ----------------------- |
| ۹۷–۱۳۹۶ | یک‌شانزدهم نهایی | ۱۳۹۶/۰۷/۲۹ | ۱۶:۴۵ | آزادی   | پرسپولیس   | ۲ - ۰ | نفت        |                | بیک‌زاده، بنگر، آقازمانی |